# TC-1
TC-1 – cel latający przeznaczony dla wojska, oznaczony od inicjałów autora projektu inż. Tadeusza Chylińskiego.
W latach 1950–1951 Dział Wytrzymałościowo-Konstrukcyjny GIL (Główny Instytut Lotnictwa), a następnie Zakład Wytrzymałości Instytutu Lotnictwa podjął pracę nad niekonwencjonalnymi konstrukcjami, którymi były cele latające. Pierwszy z nich został zaprojektowany przez inż. Tadeusza Chylińskiego przy udziale inż. Jerzego Haraźnego i oznaczony TC-1 (od inicjałów autora).
TC-1 był zdalnie sterowanym niewielkim samolotem (górnopłatem) przeznaczonym do strzelań artylerii przeciwlotniczej. Jego napęd stanowił pulsacyjny silnik odrzutowy Sp-3 o ciągu 0,68 kN (70 kM), opracowany w Zakładzie Silników GIL przez doc. inż. Stanisława Wójcickiego i wykonany w latach 1948–1951 w Zakładzie Produkcji Doświadczalnej GIL. TC-1 miał startować z katapulty zaprojektowanej również w Zakładzie Wytrzymałości GIL. Sterowanie odbywało się za pomocą wielokanałowej aparatury radiowej, która podawała impulsy odbierane przez urządzenia radiowe samolotu, a po ich wzmocnieniu uruchamiane były siłowniki pneumatyczne poszczególnych mechanizmów. Ponieważ samolot nie posiadał automatycznego pilota, dla kontroli prawidłowości lotu musiał on latać w zasięgu widoczności wzrokowej. Stateczność poprzeczną samolotu zapewniał znaczny wznios skrzydeł. Płatowiec kończył swój lot po wyczerpaniu się paliwa albo po odcięciu jego dopływu do silnika. Wówczas samolot schodził lotem ślizgowym i lądował na przykadłubowej płozie z prędkością 10 km/h. Samolot TC-1 był konstrukcji mieszanej – kadłub oraz usterzenie metalowe, natomiast skrzydło drewniane kryte płótnem. Silnik pulsacyjny umieszczony był nad kadłubem na wsporniku, a rura wylotowa oparła się na usterzeniu pionowym. Zbiornik paliwa został umieszczony w środkowej części kadłuba. Samolot posiadał urządzenie zdalnego sterowania płatowca oraz zdalnej regulacji dopływu paliwa do silnika.
Do startu miała być użyta specjalna katapulta. Samolot z uruchomionym silnikiem był mocowany na specjalnych saniach, które znajdowały się na bieżni katapulty mającej 18 m długości. Do napędu sań zastosowano lewar pneumatyczny, którego celem było nadanie samolotowi prędkości 150 km/h, a następnie wyrzucenie samolotu pod kątem 15°. Ze względu na brak koncepcji wykorzystania przez wojsko samolotu-celu budowę prototypu przerwano w 1952.